# 马里火雀
马里火雀（学名：Lagonosticta virata）是梅花雀科火雀属的一种，分布于西非的马里和塞内加尔。该物种的保护状况被评为无危。